# Takera Narita
Takera Narita (Japans: 成田　武羅, Narita Takera) (Tokio, 13 oktober 1939 – Parijs, 2001) was een Japans-Franse beeldhouwer.

## Leven en werk
Narita kreeg van 1966 tot 1969 zijn opleiding aan de Musashino kunstacademie in Tokio. Net als vele andere Japanse, jonge kunstenaars koos hij voor een carrière in het buitenland. Narita vertrok naar Parijs, waar hij zijn studie vervolgde aan de École nationale supérieure des beaux-arts. Hij woonde en werkte, tot zijn dood in 2001, in Parijs.

## Symposia
Als steenbeeldhouwer nam Narita deel aan diverse beeldhouwersymposia in Europa en Canada, onder andere in:
- 1968 Bildhauersymposium Lindabrunn in Enzesfeld-Lindabrunn (Oostenrijk)
- 1969/1970 Bildhauersymposion Oggelshausen in Oggelshausen (Duitsland)
- 1971/1972 Bildhauersymposion St. Wendel in Sankt Wendel (Duitsland)
- 1983 Symposium Centre internationale d'art et du paysage de Vassivière (Frankrijk)
- 1986 Sculpture Symposium Montreal in Montreal (Canada)

In 1980 en in 1981 werd hij uitgenodigd voor deelname aan de Salon de la Jeune Sculpture in Parijs.

## Werken (selectie)
- Ohne Titel (1968), Symposion Lindabrunn
- Ohne Titel (1969/1970), beeldenpark Skulpturenfeld Oggelshausen
- Horizontale Entfaltung (1971/2), beeldenroute Straße der Skulpturen (St. Wendel)
- Sans Titre (1983), Centre internationale d'art et du paysage de Vassivière in Beaumont-du-Lac
- From A, (1986)[1] Musée de Lachine, Parc René-Levesque in Montreal

## Fotogalerij

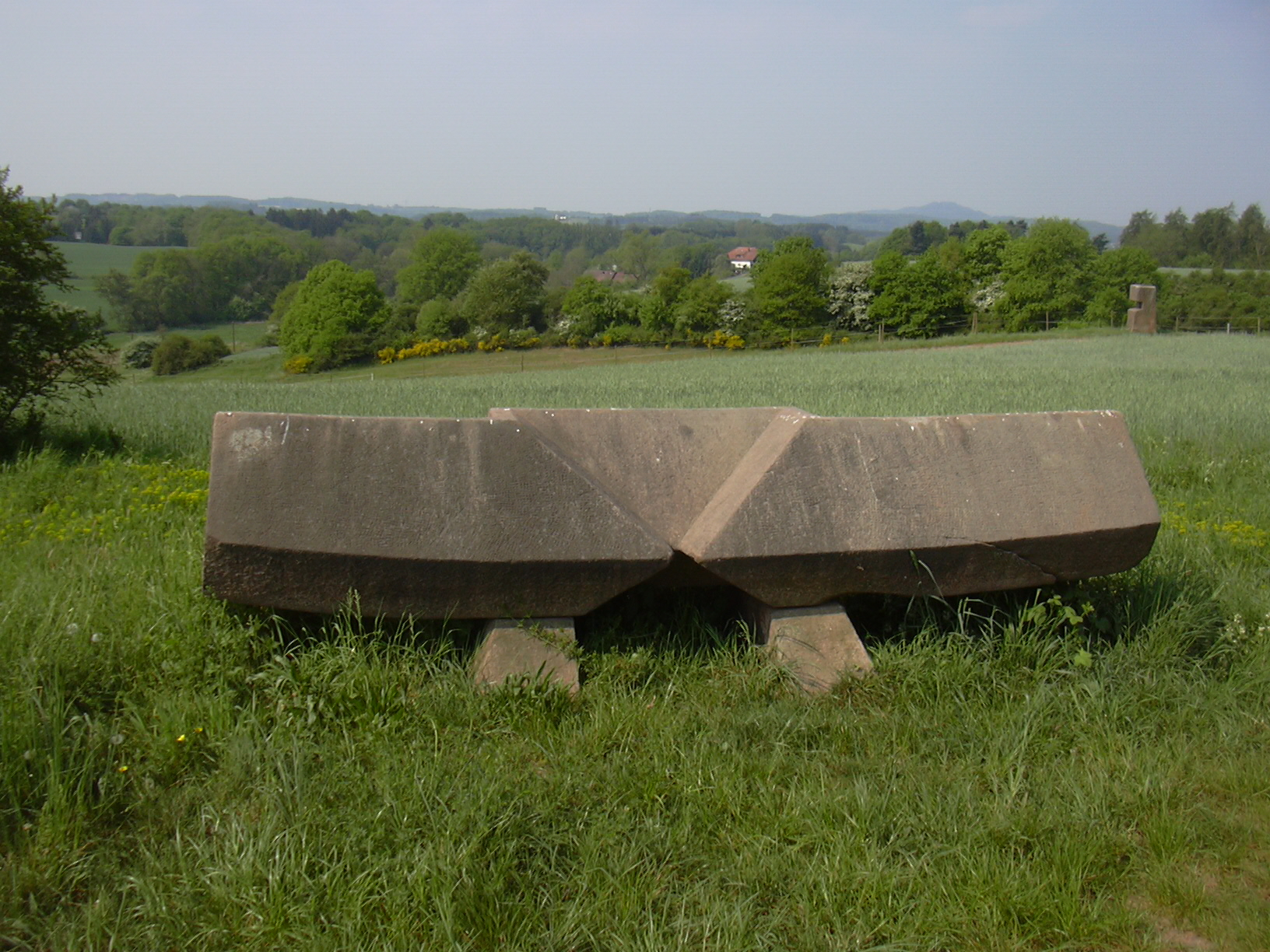
Horizontale Entfaltung (1969/70)
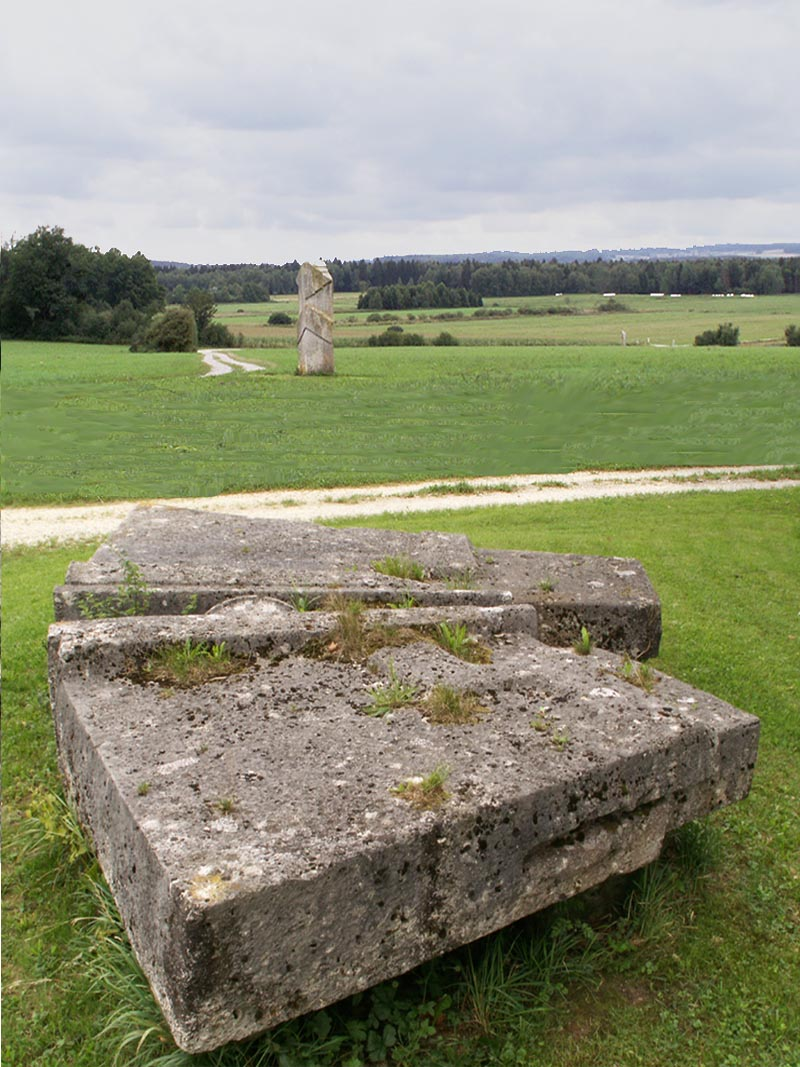
Skulpturenfeld Oggelshausen

- Gemeinsame Normdatei: 1042312869
- International Standard Name Identifier: 0000 0003 8011 4624
- Bibliotheek van het Japanse parlement: 01145772
- RKD-Nederlands Instituut voor Kunstgeschiedenis: 313805
- Système universitaire de documentation: 230611753
- Virtual International Authority File: 258570849
- WorldCat: E39PBJppx9vc7K3hBMwbWTcdcP